# 1RXS J160929.1-210524
Désignations
1RXS J160929.1-210524  (abrégé en 1RXS1609), est une étoile variable de type T Tauri de la pré-séquence principale située à ∼ 456 a.l. (∼ 140 pc) du Système solaire, dans la constellation zodicale du Scorpion.

## Système planétaire
Une exoplanète, appelée 1RXS J160929.1-210524 b, a été découverte en été 2008 par imagerie directe à environ 2.2 secondes d'arc de l'étoile, ce qui correspond, compte tenu de l'éloignement de l'étoile, à une distance projetée sur la voûte céleste d'environ 330 UA.
| Planète                 | Masse               | Demi-grand axe (ua) | Période orbitale (jours) | Excentricité | Inclinaison | Rayon |
| ----------------------- | ------------------- | ------------------- | ------------------------ | ------------ | ----------- | ----- |
| 1RXS J160929.1-210524 b | 8+4 −1 à 14+2 −3 MJ | ~330                |                          |              |             |       |

Il s'agirait d'une planète d'environ 8 MJ ayant une température effective de l'ordre de 1 530 °C.
La présence d'un astre aussi massif à une aussi grande distance de son étoile est difficilement explicable compte tenu du fait que le temps nécessaire pour l'accrétion d'une telle planète à cet endroit est théoriquement supérieur à l'âge du système, évalué à 5 millions d'années.